# Кур'єр (фільм, 2019)
«Кур'єр» (англ. The Courier) — бойовик 2019 року режисера Закарі Адлера за сценарієм Енді Конвея та Нікі Тейт з Ольгою Куриленко, Ґері Олдменом, Дермотом Малруні, Вільямом Мозелі, Крейгом Конвеєм й Алісією Агнесон у головних ролях.
Випуск фільму у США запланований на 22 листопада 2019 року компанією Lionsgate, в Україні — 12 грудня 2019 року дистриб'ютором Вольга Україна, у Великій Британії — 20 грудня 2019 року дистриб'ютором Signature Entertainment.

## У ролях
| Актор             | Роль                      |
| ----------------- | ------------------------- |
| Ольга Куриленко   | Кур'єр                    |
| Ґері Олдмен       | Єзекіл Меннінгс           |
| Дермот Малруні    | спеціальний агент Робертс |
| Вільям Моузлі     | агент Браянт              |
| Аміт Шах          | Нік Мерч                  |
| Крейг Конвей      | агент Парлоу              |
| Алісія Агнесон    | агент Сіммондс            |
| Грег Орвіс Конвей | Снайпер                   |

## Виробництво
У жовтні 2018 року було оголошено, що Ольга Куриленко зіграє роль у фільмі режисера Закарі Адлера за сценарієм Адлера, Джеймса Едварда Баркера, Енді Конвея та Нікі Тейта, а Марк Голдберг і Джеймс Едвард Баркер займуться продюсуванням фільму від компаній Signature Films та Rollercoaster Angel Productions відповідно. У січні 2019 року до акторського складу приєднався Ґері Олдман. У лютому 2019 року до нього приєдналися Дермот Малруні, Вільям Мозелі, Аміт Шах, Алісія Агнесон і Крейг Конвей.
Основні зйомки розпочалися в лютому 2019 року.

## Випуск
Випуск фільму в США запланований на 22 листопада 2019 року компанією Lionsgate, в Україні — 12 грудня 2019 року дистриб'ютором Вольга Україна, у Великій Британії — 20 грудня 2019 року компанією Signature Entertainment.